# Шашечница-акрея
Шашечница-акрея или шашечница акреина или шашечница пустынная ферганская (Melitaea acraeina) — вид дневных бабочек рода Шашечницы (Melitaea) семейства Нимфалиды (Nymphalidae). Видовое латинское название указывает на внешнее сходство данного вида с бабочками из немногочисленной группы акреид (Acraeini либо Acraeidae), рассматриваемой различными авторами либо в качестве самостоятельного семейства либо в ранге подсемейства в составе нимфалид.

## Описание
Длина переднего крыла самцов 21—22 мм, самок 24—25. Крылья светлого охристо-желтого цвета. Перед внешним краем крыла имеется ряд треугольных черных пятен. На переднем крыле находится 3—4 черных пятна кнаружи от конца срединной ячейки и еще одно пятно располагается у внутреннего края крыла под концом ячейки. Самец окрашены темнее самки.

## Ареал
Эндемик Узбекистана. Единственная известная популяция вида обитает в окрестностях поселка Акалтын (Андижанская область). Популяции у города Коканд и поселка Язъяван уничтожены в 1940-х годах. Первоначальные места обитания — туранговые тугайные леса у равнинных водоёмов, где вид в настоящее время вымер. Сейчас населяет агроландшафты по склонам коллекторов рядом с мелкими остатками тугайных рощ. Вид приурочен к злаковым растительным ассоциациям.

## Биология
Развивается в одном поколении на протяжении года. Время лёта бабочек — в апреле-мае, иногда растягивается до июля. Гусеницы развиваются на додарции восточной (Dodartia orientalis) в мае-июне; В июле впадают в диапаузу и зимуют в почве. Потом начинают кормиться в апреле следующего года.
Окукливаются среди растительных остатков.

## Охрана
Был занесен в Красную книгу СССР. Вид включен в Красную книгу Узбекистана. Численность составляет до 1 имаго на 100 кв.м. и сокращается. Лимитирующие факторы: уничтожение тугайных лесов в результате хозяйственной деятельности, эндопаразитизм.